# Des Lebens Würfelspiel (film 1912)
Des Lebens Würfelspiel è un film muto del 1912 diretto da Adolf Gärtner.

## Produzione
Il film fu prodotto dalla Messters Projektion GmbH.

## Distribuzione
Venne distribuito in Germania il 20 aprile 1912.